# Min Gyoo-dong
Dans ce nom coréen, le nom de famille, Min, précède le nom personnel.
Min Gyoo-dong (hangeul : 민규동) est un réalisateur, scénariste et producteur sud-coréen, né le 12 septembre 1970 à Séoul.

## Biographie
Min Gyoo-dong est titulaire d'une maîtrise de cinéma obtenue à l'université Paris VIII.

## Filmographie
- 1999 : Memento Mori (coréalisateur et coscénariste (avec Kim Tae-yong)), prix « vision du cinéma » au Festival international du film de Slamdance (en) de 2001
- 2005 : My lovely week (réalisateur et scénariste)
- 2007 : Les enragés du cinéma coréen (producteur)
- 2009 : Antique (réalisateur)
- 2013 : In My End Is My Beginning (réalisateur et scénariste)
- 2018 : Herstory
- 2025 : The Old Woman with the Knife (파과) (réalisateur et scénario)